# Chiesa di Sant'Ubaldo (Pesaro)
La chiesa municipale di Sant'Ubaldo è una piccola chiesa cattolica romana ottagonale in stile barocco situata in Largo Mamiani, 9, nel centro di Pesaro.
La cappella fu voluta dal Comune di Pesaro nel 1605 durante la Regola dei della Rovere . Fu costruita per soddisfare a seguito di un voto del duca Francesco Maria II (nato nel 1549) per un erede. Il 16 maggio 1605 la seconda moglie di Francesco, Livia della Rovere, gli diede il figlio desiderato, Federico Ubaldo. Pertanto il 16 maggio ricorre la festa di Sant'Ubaldo. Purtroppo Federico Ubaldo morirà alla giovane età di 17 anni e la famiglia Rovere cesserà di regnare.
La cappella fu costruita accanto al municipio. L'interno della chiesa custodiva un Sant'Ubaldo di Palma il Giovane e un San Terenzio di Terenzio Terenzi. Conserva le tombe di Guidobaldo II della Rovere, duca di Urbino, e di sua moglie Vittoria Farnese. Negli anni è diventato il tempio utilizzato per le cerimonie ufficiali della città, ed è divenuto tempio della memoria dei pesaresi caduti nelle guerre mondiali.